# Ľuboreč (wieś)
Ľuboreč (węg. Nagylibercse) – wieś (obec) na Słowacji położona w kraju bańskobystrzyckim, w powiecie Łuczeniec. Pierwsze wzmianki o miejscowości pochodzą z roku 1271. 
Według danych z dnia 31 grudnia 2012, wieś zamieszkiwało 336 osób, w tym 177 kobiet i 159 mężczyzn.
W 2001 roku rozkład populacji względem narodowości i przynależności etnicznej wyglądał następująco:
- Słowacy – 98,6%
- Ukraińcy – 0,35%
- Węgrzy – 0,7%

Ze względu na wyznawaną religię struktura mieszkańców kształtowała się w 2001 roku następująco:
- Katolicy rzymscy – 42,66%
- Grekokatolicy – 0,35%
- Ewangelicy – 47,55%
- Ateiści – 5,24%
- Nie podano – 0,35%